# Orinoco Flow
Singles de Enya
I Want Tomorrow
(1987) Evening Falls...
(1988)
Orinoco Flow, ou Orinoco Flow (Sail Away), est une chanson composée et interprétée par la chanteuse irlandaise Enya, les paroles, en anglais, sont écrites par Roma Ryan. Sortie en single le 3 octobre 1988 (le 10 janvier 1989 aux États-Unis), il s'agit du premier extrait de l'album Watermark.

## Présentation
Premier succès d'Enya, le single se classe en tête des ventes dans plusieurs pays. 
Le titre de la chanson fait référence à la fois au fleuve sud-américain Orénoque et au studio londonien (Orinoco Studios) où elle a été enregistrée. Elle évoque des voyages en mer vers des terres lointaines, réelles ou imaginaires : Bissau, Palau, Avalon, Fiji, Tyree, the Isles of Ebony, Peru, Cebu, Babylone, Bali, Cali, the Coral Sea, Ebudæ, Khartoum, the deep Sea of Clouds, the Island of the Moon, Tripoli et the Yellow Sea. 
À l'écoute de la chanson, l'auditeur francophone peut être l'objet d'un "effet mondegreen" par lequel, à la place du refrain « Sail Away, Sail Away, Sail Away », il croit entendre « C'est Noël, c'est Noël, c'est Noël ».

## Distinctions
Orinoco Flow a reçu deux nominations aux Grammy Awards: Meilleur clip vidéo et Meilleure prestation new-age.

## Classements hebdomadaires
| Classement (1988-1989)                 | Meilleure position |
| -------------------------------------- | ------------------ |
| Allemagne (GfK Entertainment)          | 2                  |
| Australie (ARIA)                       | 6                  |
| Autriche (Ö3 Austria Top 40)           | 8                  |
| Belgique (Flandre Ultratop 50 Singles) | 1                  |
| États-Unis (Billboard Hot 100)         | 24                 |
| France (SNEP)                          | 16                 |
| Irlande (IRMA)                         | 1                  |
| Italie (FIMI)                          | 23                 |
| Norvège (VG-lista)                     | 5                  |
| Nouvelle-Zélande (RMNZ)                | 2                  |
| Pays-Bas (Nederlandse Top 40)          | 1                  |
| Pays-Bas (Single Top 100)              | 1                  |
| Royaume-Uni (UK Singles Chart)         | 1                  |
| Suède (Sverigetopplistan)              | 2                  |
| Suisse (Schweizer Hitparade)           | 1                  |

## Certifications
| Pays              | Certification | Unités certifiées |
| ----------------- | ------------- | ----------------- |
| Royaume-Uni (BPI) | Or            | 500 000           |

## Reprises
La chanson a été reprise par le groupe Celtic Woman et l'ensemble vocal Libera.

## Utilisation au cinéma et à la télévision
La musique fut utilisée dans l’épisode 6 de la saison 2 de The Boys, dans Baby Boss 2, dans Shrek 4 : il était une fin, dans Millénium : Les Hommes qui n'aimaient pas les femmes, ainsi que dans Gran Turismo.

## Utilisation en publicité
Orinoco Flow a été utilisée dans une publicité pour le port de Calais diffusée dans les années 1990 sur France Inter. Plus récemment, elle a été utilisée d'une façon détournée par le fournisseur d'accès internet belge Voo.
De nombreux auditeurs francophones ont cru que les paroles répétées du refrain, Sail away, sail away, sail away, étaient en français car ils y entendaient : C'est Noël, c'est Noël, c'est Noël,. Le clip publicitaire lancé en décembre 2019 par Voo repose sur cette ambiguïté.